# Lovisa Tawast
Lovisa Albertina Tawast, född Barck den 13 september 1792, död 10 juli 1860 i Stockholm, var en svensk grevinna, donator och filantrop. Hon var också värd för en litterär salong.
Hon var dotter till greve Nils Augustin Barck. Hon gifte sig 1823 med greven Johan Henrik Tawast (1763–1841), general och minister, i hans andra äktenskap. Paret förblev barnlöst. Efter makens bortgång 1841 ägnade hon sig åt kulturell verksamhet och välgörenhet; hon höll salong (samling) och finansierade fattiga artister, och hon bedrev filantropisk välgörenhet bland de fattiga. 
Delar av sin förmögenhet donerade hon i sitt testamente till Allmänna Barnhuset i Stockholm. Hon jordfästes av Per Lindstén i Hedvig Eleonora kyrka 21 juli 1860 och är begravd på Solna kyrkogård tillsammans med maken.